# Justas Pankauskas

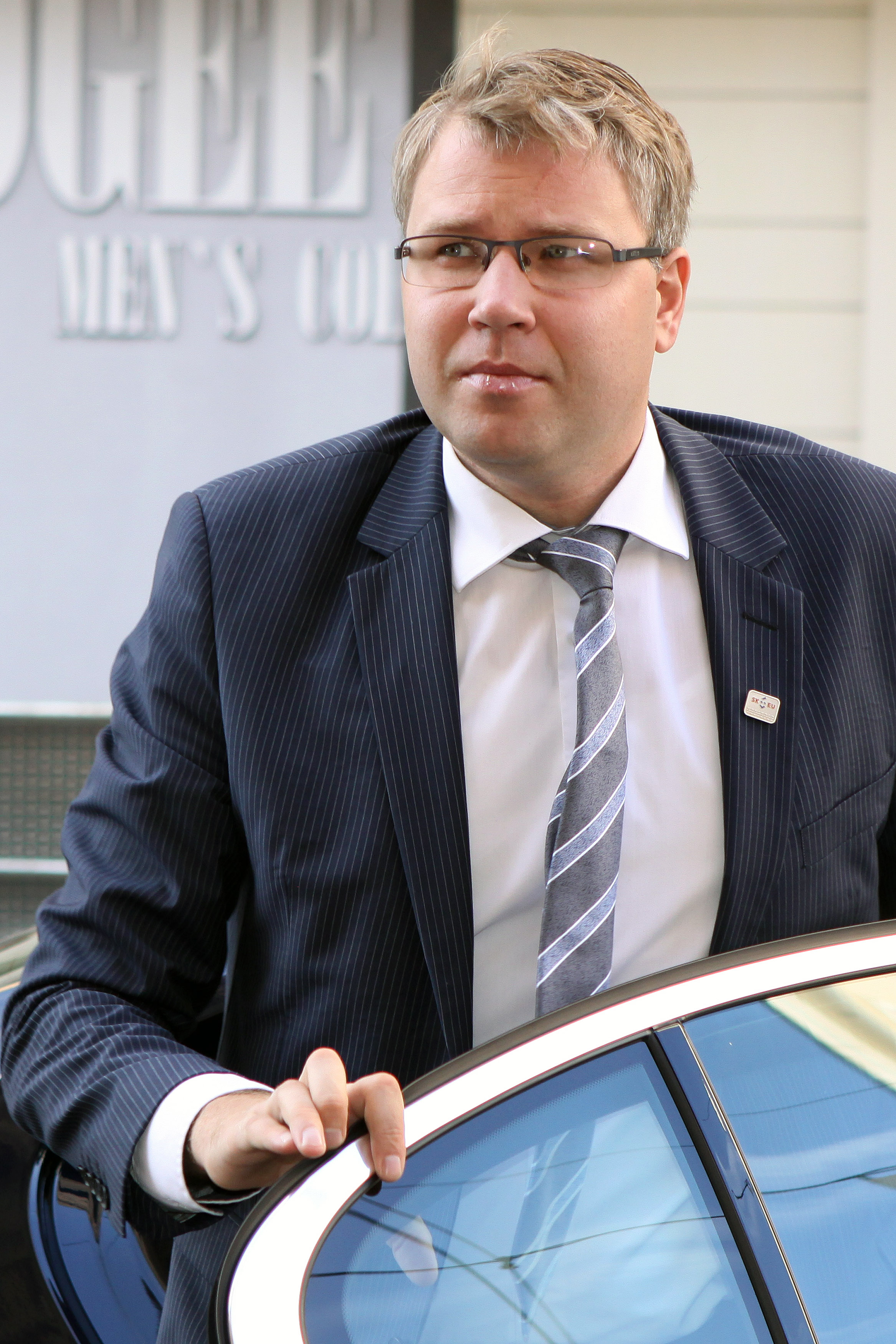
Justas Pankauskas 2016

Justas Pankauskas (* 3. Mai 1983 in Marijampolė) ist ein litauischer sozialdemokratischer Politiker, ehemaliger Vizeminister (2016 und 2017).

## Leben
Nach dem Abitur 2001 am Rygiškių-Jonas-Gymnasium Marijampolė absolvierte Pankauskas von 2001 bis 2005 das Bachelorstudium der Politikwissenschaft und 2008 das Masterstudium (internationale Beziehungen und Diplomatie) an der Vilniaus universitetas in Vilnius.
Von 2005 bis 2009 war er Vilniusser Gehilfe des EP-Mitglieds Justas Vincas Paleckis und 2009 stellvertretender Direktor der Anstalt VŠĮ „Atnaujinkime miestą“. 2011 war Pankauskas Mitglied im Rat der Rajongemeinde Lazdijai. 
Von 2011 bis 2012 beriet Pankauskas den Bürgermeister der Stadtgemeinde Vilnius und von 2012 bis Juni 2016 den Premierminister Algirdas Butkevičius. Von Juni 2016 bis Dezember 2016 war Pankauskas Vizeminister, Stellvertreter des Innenministers Tomas Žilinskas im Kabinett Butkevičius. Ab 2017 war er Stellvertreter der Justizministerin Milda Vainiutė im Kabinett Skvernelis. Ende September 2017 trat er zurück.
Pankauskas ist Mitglied der LSDP.